# Altisheim
Altisheim ist ein Gemeindeteil des Marktes Kaisheim im Landkreis Donau-Ries (Regierungsbezirk Schwaben, Bayern) und eine Gemarkung.

## Geografie
Das Pfarrdorf zieht sich vom Rand des Donautals einen Hang der Fränkischen Alb hinauf. In der Gemarkung liegen Altisheim und die Einöden Lehenweid, Quellgut und Riedelbergerhof.

## Geschichte
Altisheim zählt zu den Grenzorten des alemannischen Dialektraums zum Bairischen hin.
Altisheim war eine Gemeinde im Landkreis Donauwörth und hatte 1961 eine Fläche von 463,54 Hektar und 272 Einwohner, 246 davon im Pfarrdorf Altisheim. Sie wurde am 1. Juli 1972 im Zuge der Gebietsreform in Bayern sowohl dem Landkreis Donau-Ries zugeschlagen als auch in den Markt Kaisheim eingemeindet.

## Religion
Die katholische Pfarrei St. Willibald gehört zur Pfarreiengemeinschaft Kaisheim im Dekanat Donauwörth im Bistum Augsburg. Zur Pfarrei gehören auch Lehenhäusel, Lehenhof, Lehenweid, Quellgut und der Riedelbergerhof (Rennelbergerhof) sowie die Filiale Sankt Blasius in Leitheim.

## Baudenkmäler

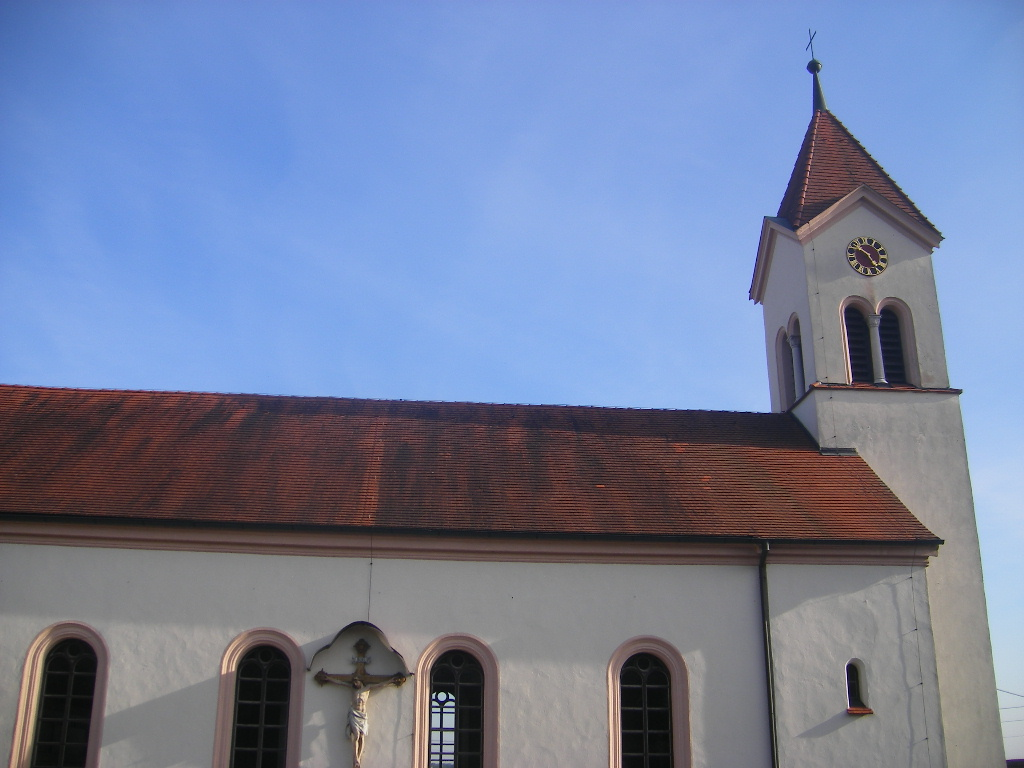
Kirche St. Willibald

Siehe: Liste der Baudenkmäler in Altisheim

## Persönlichkeiten
- Herbert Mayer (1922–2013), Verwaltungsjurist, Gründer des Katholischen Blinden- und Sehbehindertenwerkes Bayern und des Deutschen Katholischen Blindenwerks, wurde in Altisheim geboren